# Pępawa różyczkolistna

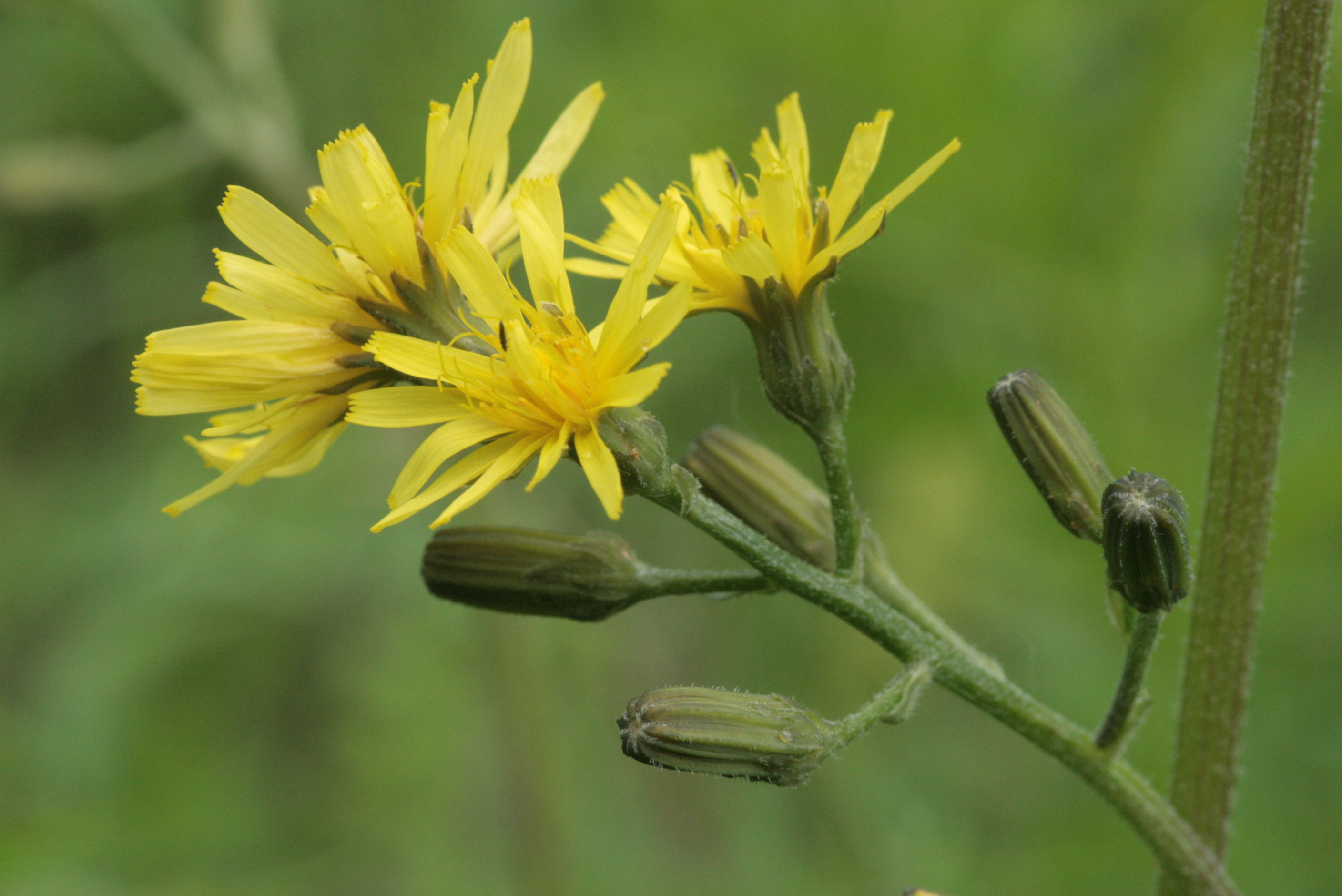

Pępawa różyczkolistna Crepis praemorsa (L.) Turcz. – gatunek rośliny należący do rodziny astrowatych.

## Rozmieszczenie geograficzne
Występuje w Europie i na Syberii Zwarty zasięg występowania obejmuje większość Europy (bez krańców północnych, zachodnich i obszarów nad Morzem Śródziemnym) oraz Syberię Zachodnią po południową część Niziny Zachodniosyberyjskiej. Istnieją też stanowiska rozproszone, poza obszarem zwartego zasięgu. W Polsce występuje na całym obszarze, ale rzadko; najliczniej na Pojezierzu Pomorskim, w Dolinie Dolnej Wisły, w paśmie wyżyn i na Przedgórzu Sudeckim. W Karpatach potwierdzono jej występowanie tylko na dwu stanowiskach; polany Zaosice i Wyrobek w Pieninach. Trzy pozostałe (na Pogórzu Wielickim, Pogórzu Rożnowskim i w okolicach Przemyśla) nie zostały potwierdzone.

## Morfologia
ŁodygaWzniesiona, pojedyncza, nieulistniona, o wysokości 15–60 cm. Jest krótko owłosiona. Pod ziemią krótkie i ucięte kłącze
LiścieWszystkie liście zebrane w różyczkę. Są podłużnie odwrotnie jajowate, o tępo ząbkowanych brzegach.
KwiatyWszystkie języczkowate, zebrane w drobne koszyczki tworzące wiechę lub grono. Zarówno zewnętrzne, jak i wewnętrzne listki okrywy są krótko owłosione i przylegające. Kwiaty jasnożółte, puch kielichowy o włoskach dłuższych od okrywy.
OwoceBez dzióbka, lub z bardzo krótkim dzióbkiem i 10-13 żeberkami.

## Biologia i ekologia
Bylina, hemikryptofit. Preferuje stanowiska słoneczne. Kwitnie w maju i czerwcu, jest owadopylna. Nasiona rozsiewane są przez wiatr. Rośnie na suchych murawach, i suchych torfiastych łąkach, w świetlistych lasach i zaroślach. Liczba chromosomów 2n = 8.  Gatunek charakterystyczny dla klasy (Cl.) Festuco-Brometea.  

## Zagrożenia
Umieszczony na polskiej czerwonej liście w kategorii VU (narażony).
Według klasyfikacji IUCN z 2001 gatunek krytycznie zagrożony w polskich Karpatach (kategoria CR). Na stanowiskach w Karpatach jest zagrożona albo z powodu użytkowania gospodarczego łąk, na których występuje, albo z powodu nieużytkowania, gdyż powoduje to zarastanie polan lasem (jak np. na polanie Zaosice w Pieninach). Na polanie Wyrobek prowadzona jest ochrona czynna – jest regularnie koszona, dzięki czemu nastąpiło ustabilizowanie warunków siedliskowych.